# جوزيف ماتشيك
جوزيف ماتشيك (بالتشيكية: Josef Macháček)‏ (من مواليد 13 مارس 1957) هو سائق دراجة نارية تشيكي رباعي العجلات وسائق رالي. فاز في رالي داكار 2009 في فئة السيارات الرباعية ورالي داكار 2021 في فئة النماذج الأولية خفيفة الوزن، وهو أول متسابق يشارك في كلتا الفئتين.